# Castillo de Castellnou de Bages
El Castillo de Castellnou fue una fortificación desde mediados del siglo X, llamada entonces castillo del Buc (de Bugo), precedente del nombre "Castellnou ", en Castellnou de Bages, en el Bages.
Hay poca información de su historia. Está documentado que el año 1020 Guillem de Balsareny lo vendió a su mujer Ingilberga, y que el año 1346, el rey Jaime I lo dio al obispado de Vich, junto con el castillo y la villa de Sallent.
Del antiguo castillo sólo queda una torre cilíndrica, una alta atalaya sobre el valle del Llobregat, en la parte de levante del término de Castellnou.